# Robert Mensah
Robert Mensah   (Cape Coast, 1939 - Tema, 2 de novembre de 1971) fou un futbolista ghanès, que jugà de porter durant la dècada de 1960.

## Trajectòria
Fou internacional amb la selecció de futbol de Ghana. Pel que fa a clubs, fou jugador dels Mysterious Dwarfs, Sekondi Independence Club, Asante Kotoko FC i Tema Textiles Printing.
El seu darrer partit amb Ghana va ser el 28 d'octubre de 1971 quan la selecció va ser inesperadament eliminada contra Togo després de perdre 1-0.

### Mort i llegat
Va ser assassinat el 1971 després de la infructuosa campanya de classificació de Ghana per a la Copa d'Àfrica de Nacions 1972. El jugador va ser apunyalat amb una ampolla trencada després d'un altercat al bar de copes Credo, situat a Tema (Comunitat 7), i va morir dies després a l'Hospital General de Tema a les 2:30 de la matinada del 2 de novembre de 1971. Després de la mort, les autoritats policials de Ghana van arrestar a tres homes. Es va informar que Isaac Melfah, un electricista de 31 anys d'edat, havia estat l'autor material.
Un dels estadis de Cape Coast va ser reanomenat en honor seu. A l'estadi hi juga el Mysterious Dwarfs, l'equip amb el qual Mensah va començar la seva carrera futbolística. També és el tema d'una cançó popular després que al 1972 es va publicar una cançó anomenada «Robert Mensah» que condemna el beure.
El seu company de selecció Ibrahim Sunday va dir que la manca de disciplina de Mensah era una de les raons de la seva mort: «Robert era un gran porter, però al mateix temps era un jugador problemàtic que no era gaire disciplinat, però que jugava molt bé en el gol. Va ser la seva falta de disciplina la que va causar la seva mort...».